# Guillaume de Loritello
Guillaume a fost un nobil normand din dinastia Hauteville, stabilit în sudul Italiei și devenit conte de Loritello din 1137.
Guillaume a fost fiul contelui Robert al II-lea de Loritello, căruia i-a succedat în 1137.
El a domnit pentru scurtă vreme, din cauză că, imediat dupa preluarea comitatului, împăratul Lothar al III-lea a descins în Peninsula Italică pentru a lupta împotriva pretențiilor regale ale lui Roger al II-lea al Siciliei în sudul Italiei. Pe malul râului Tronto, Guillaume a prestat omagiu față de Lothar și a deschis acestuia porțile către Termoli. Aceeași politică a fost urmată și de contele Ugo al II-lea de Molise.
Guillaume nu a rezistat mult la conducerea formațiunii sale statale. Fiind primul care a deschis calea venirii împăratului, el a trebuit să suporte furia regelui Roger. Ca urmare, comitatul de Loritello a fost atașat coroanei Siciliei. Comitatul nu a mai fost acordat nimănui până la moartea lui Roger, când succesorul acestuia, Guillaume I l-a conferit contelui Robert al II-lea de Conversano.